# Admiralen
Admiralen (russisk: Адмиралъ) er en russisk spillefilm fra 2008 instrueret af Andrej Kravtjuk.

## Medvirkende
- Konstantin Khabenskij – Aleksandr Koltjak
- Sergej Bezrukov – Vladimir Kappel
- Vladislav Vetrov – Sergej Timirov
- Jelizaveta Bojarskaja – Anna Timirjova
- Anna Kovaltjuk – Sofia Koltjak